# Regno d'Aragona
Il Regno d'Aragona fu un regno medievale situato nella porzione nordorientale della penisola iberica esistito dal 1035 al 1162, quando in seguito al matrimonio dinastico di Petronilla d'Aragona con Raimondo Berengario IV di Barcellona fu unito alla Contea di Barcellona nella Corona d'Aragona. Il regno sopravvisse comunque come entità giuridica fino al 1707, anno in cui Filippo V di Spagna emanò i Decreti di Nueva Planta che determinarono la riorganizzazione amministrativa del Regno di Spagna.

## Storia

### L'origine del regno
Sancho III Garcés "il Grande", re di Pamplona, aveva riunito la quasi totalità della cristianità della penisola iberica a nord del fiume Duero, dalla Galizia alla contea d'Aragona, e comprendeva il regno di Navarra, le contee di Sobrarbe e Ribagorza, la contea di Castiglia e parte del regno di León e dal 1034 Sancho si fece chiamare Imperator Totius Hispaniae e con questo titolo batté moneta. Quando morì, nel 1035, divise il suo impero tra i quattro figli maschi:
- a Ferdinando la contea di Castiglia e parte del León. Ferdinando fu il capostipite della linea navarrese di Castiglia e fu il primo a usare il titolo di Re di Castiglia e riunì il regno di León col Regno di Castiglia;
- a Garcia il regno di Pamplona, che era il cuore dell'impero che aveva costruito e che aveva il miglior esercito;
- a Gonzalo le contee di Sobrarbe e Ribagorza;
- a Ramiro, il bastardo, capostipite della linea navarrese di Aragona, la contea d'Aragona, che da quel momento divenne regno d'Aragona, anche se Ramiro si autodefiniva conte, figlio del re Sancho III Garcés il Grande.

### Distacco dalla Navarra e ritorno all'indipendenza

Il signum regis di Ramiro.

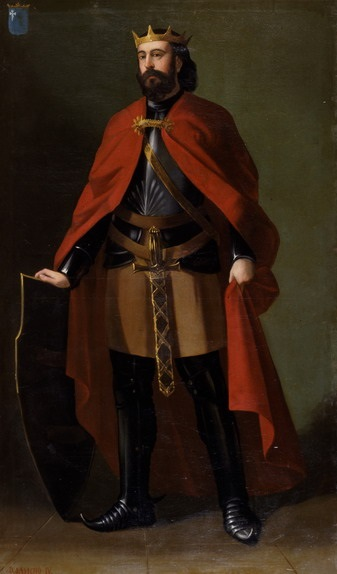
Sancho Ramirez di Aragona

Ramiro riteneva che il fratellastro Garcia avesse meno diritti di lui sulla Navarra, in quanto più giovane, pertanto nel 1043 invase la Navarra, ma fu sconfitto nella battaglia di Tafalla. Rientrato in Aragona, nello stesso anno, ottenne che il suo fratellastro più giovane, Gonzalo, gli trasferisse i suoi diritti sulle contee di Sobrarbe e Ribagorza e alla sua morte, nel 1045, gli subentrò in entrambe le contee. Approfittando della debolezza dei regni di Taifa, cercò di estendere i propri domini attaccando i Mori, morendo nel tentativo di conquistare Graus.
Gli succedette, nel 1063, il figlio Sancho Ramirez all'età di 18 anni. Quest'ultimo proseguì la politica di conquista del padre: nel 1064 riuscì a catturare la capitale della taifa di Saragozza, la città fortificata di Barbastro, che inutilmente il re Al-Muqtadir tentò di recuperare con l'aiuto degli altri regni di al-Andalus, l'anno seguente.
Aiutò il re di Navarra Sancho IV contro il re di Castiglia Sancho II il Forte nella guerra conosciuta come la "guerra dei tre Sanchi", dove i castigliani, guidati da El Cid riportarono una iniziale vittoria, ma la guerra terminò nel 1068 con la vittoria dei re di Navarra ed Aragona alleati. Nello stesso anno, si recò a Roma per incontrare e rendersi vassallo del papa Giovanni XIII, così da rafforzare il giovane regno di Aragona.

#### Elenco dei Re d'Aragona
- 1035 1063 Ramiro I di Aragona
- 1063 1076 Sancho Ramirez I

### Conquista della Navarra e unione dei due regni
In seguito all'assassinio del re di Navarra, Sancho IV, nel 1076, ad opera del fratello, Raimondo di Navarra, Sancho acquisì anche il trono di Navarra (assumendo il nome di Sancho V di Navarra) in quanto i Navarresi rifiutarono di avere come re il fratricida, Raimondo di Navarra. Nel 1078 costruì la fortezza di Castellar, nei pressi di Saragozza, imponendo al suo re di diventare tributario del regno d'Aragona; nel 1083 si impossessò di alcune località tra cui Graus, per il quale era morto suo padre, che iniziò a ripopolare e, per la loro protezione, costruì dei nuovi castelli. Poi, nel 1086, conquistò Monzón. Inoltre migliorò le relazioni col regno di Castiglia, aiutando il re Alfonso VI nella battaglia di Sagrajas, nel 1086, e nella difesa di Toledo, nel 1090; siglò anche, nel 1092, un trattato di mutua assistenza col protettore dei regni musulmani di Saragozza e Lleida, il Cid Campeador. Infine completò l'accerchiamento di Huesca dove morì, colpito da una freccia durante l'assedio, nel 1094.

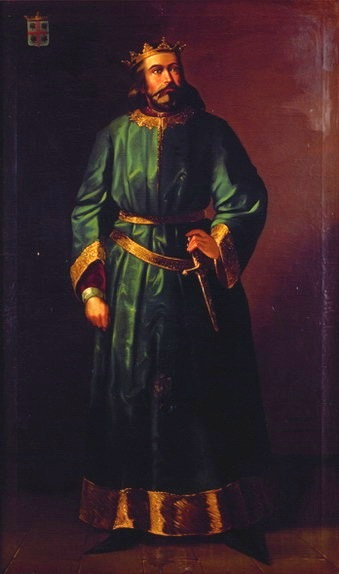
Pietro I di Aragona

Il figlio di Sancho, Pietro I di Aragona, gli subentrò, governando i due regni separatamente e conquistando Huesca, nel 1096, dopo aver sconfitto, nei pressi della città, alla battaglia di Alcoraz (19 novembre), il re di Saragozza, Al-Musta'in II. Sempre nel 1096 si alleò con el Cid, che aveva occupato Valencia, con il proposito di fermare insieme l'avanzata almoravide; cosa che avvenne alla battaglia di Bairén. Nel 1097 spostò la capitale del regno da Jaca a Huesca e nel 1101 tentò inutilmente di occupare Saragozza. Con la sua politica aggressiva contro i Mori, consolidò la supremazia militare delle truppe cristiane su quelle musulmane e ricevette un'indulgenza da "crociata" da papa Pasquale II.

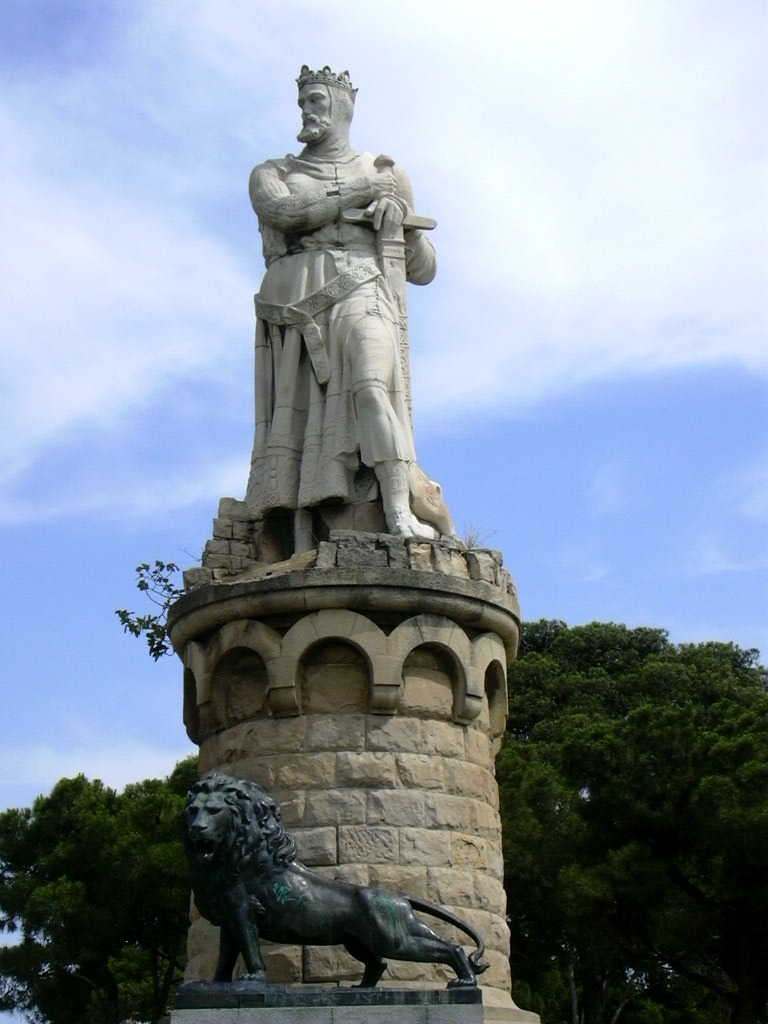
Statua di Alfonso I a Saragozza.

Il fratello Alfonso I il Battagliero gli successe nel 1104, continuando nelle campagne militari iniziate da Pietro e sconfiggendo, per la seconda volta, al-Mustain II, re della taifa di Saragozza, a Valtierra. Nel 1009 sposò la regina di León e Castiglia, Urraca. Fu un matrimonio disgraziato che venne annullato da Papa Pasquale II nel 1114 (anno in cui aveva strappato Tudela ai musulmani), ma lasciò una controversia per i confini dei regni, che Alfonso I risolse, dopo la morte di Urraca (1126), con il successore Alfonso VII, occupando alcuni territori castigliani (Calahorra e le province di Gipuzkoa e di Álava).
Nel 1118 Saragozza fu conquistata e divenne la capitale del regno d'Aragona. Poi conquistò anche Fuentes de Ebro, Tudela, Cervera, Tarazona, Magallón, Borja, Alagón, Novillas, Mallén, Rueda de Jalón ed Épila (1119). Ripopolò Soria ed i suoi dintorni. Nel 1119, dopo aver posto l'assedio a Calatayud, dovette far fronte ad un esercito di almoravidi, che sconfisse nella battaglia di Cutanda, Calamocha, provincia di Teruel, poi tornò a Calatayud e la conquistò; inoltre, nel 1120, occupò Bubierca, Alhama de Aragón, Ariza e Daroca. Nel 1122 fondò a Belchite un ordine militare, che fu pioniere degli ordini militari in Aragona, per la lotta contro i musulmani; tuttavia, i musulmani che vivevano nelle città conquistate da Alfonso non solo vennero difesi da eventuali angherie, ma furono anche beneficiati con particolari privilegi.
Nel 1125 tentò inutilmente di invadere i terrori di Valencia, Murcia e Andalusia orientale e nel 1126 organizzò un'incursione militare contro Granada e contro Cordova; al termine della campagna riportò con sé 14.000 mozarabi, con i quali ripopolò i territori a sud dell'Ebro. Nel 1131 pose l'assedio a Bayonne (dove redasse il testamento che lasciava tutti i suoi regni all'Ordine del Tempio del Santo Sepolcro, che conquistò dopo un anno di assedio) e annesse il Labourd. Cercando di conquistare tutta la valle dell'Ebro sino alla foce del fiume, assediò ed occupò Mequinenza, nel 1133. Poi assediò Fraga con soltanto 500 cavalieri, tra cui Garcia IV Ramirez, futuro re di Navarra, ma il 17 luglio del 1134 fu sconfitto. Allora passò ad assediare il castello di Lizana, nella zona di Huesca, dove morì, il 7 settembre 1134, in seguito alle ferite ricevute nella battaglia avvenuta tra le località di Sariñena e Grañén. Il suo testamento non fu accettato né dalla chiesa né dalla nobiltà che, dato che Alfonso non aveva eredi, decisero per la separazione dei due regni:
- la Navarra andò a Garcia IV Ramirez, "il Restauratore", discendente dal re di Navarra, Garcia III Sanchez;
- l'Aragona andò al fratello di Alfonso, Ramiro II "il Monaco".

#### Elenco dei Re d'Aragona e Navarra
- 1076 1094 Sancho Ramirez, I di Aragona e V di Navarra
- 1094 1101 Pietro I di Aragona e Navarra
- 1104 1134 Alfonso I di Aragona e Navarra

### Separazione dal Regno di Navarra

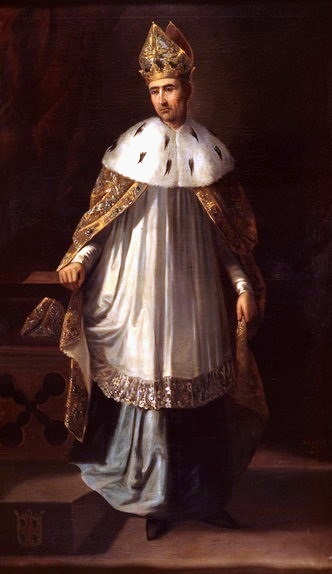
Ritratto di Ramiro II d'Aragona

I nobili aragonesi, riuniti a Jaca, rifiutarono di adempiere alle volontà testamentarie di Alfonso I e riconobbero come re d'Aragona Ramiro che, pur essendo vescovo di Roda e Barbastro, accettò e quindi successe ad Alfonso sul trono di Aragona. Appena salito al trono, Ramiro si trovò quasi subito in difficoltà con le bande di nobili, che cercavano di prendere il sopravvento, pensando di sostituire il monarca e, nel 1135, dovette rifugiarsi nella contea di Besalú, dove dimostrò di avere doti di comando, riprendendo così il controllo della situazione. Nel corso del 1135 il re di León e Castiglia, Alfonso VII, dopo aver occupato il regno di Navarra, era entrato in Aragona, imponendole il vassallaggio (e assumendo il titolo di "Imperatore"), e, nel 1136, ne aveva occupato la capitale, Saragozza.
Dopo aver preso moglie, nel 1136 nacque l'erede, Petronilla, che fu subito promessa in sposa al conte di Barcellona, Raimondo Berengario IV e l'impegno matrimoniale fu firmato a Barbastro, l'11 agosto 1137; mentre il 27 agosto, nel castello di Ayerbe, Ramiro redasse un documento in cui si impegnava a non prendere importanti decisioni senza l'approvazione del futuro genero. Ed infine abdicò, in favore della figlia Petronilla, e, per contrastare l'ingombrante re di León e Castiglia, Alfonso VII, delegò il futuro genero, conte di Barcellona, a governare il regno d'Aragona con il titolo di principe d'Aragona, e tornò definitivamente alla vita monastica, come la moglie.

### L'unione con la contea di Barcellona

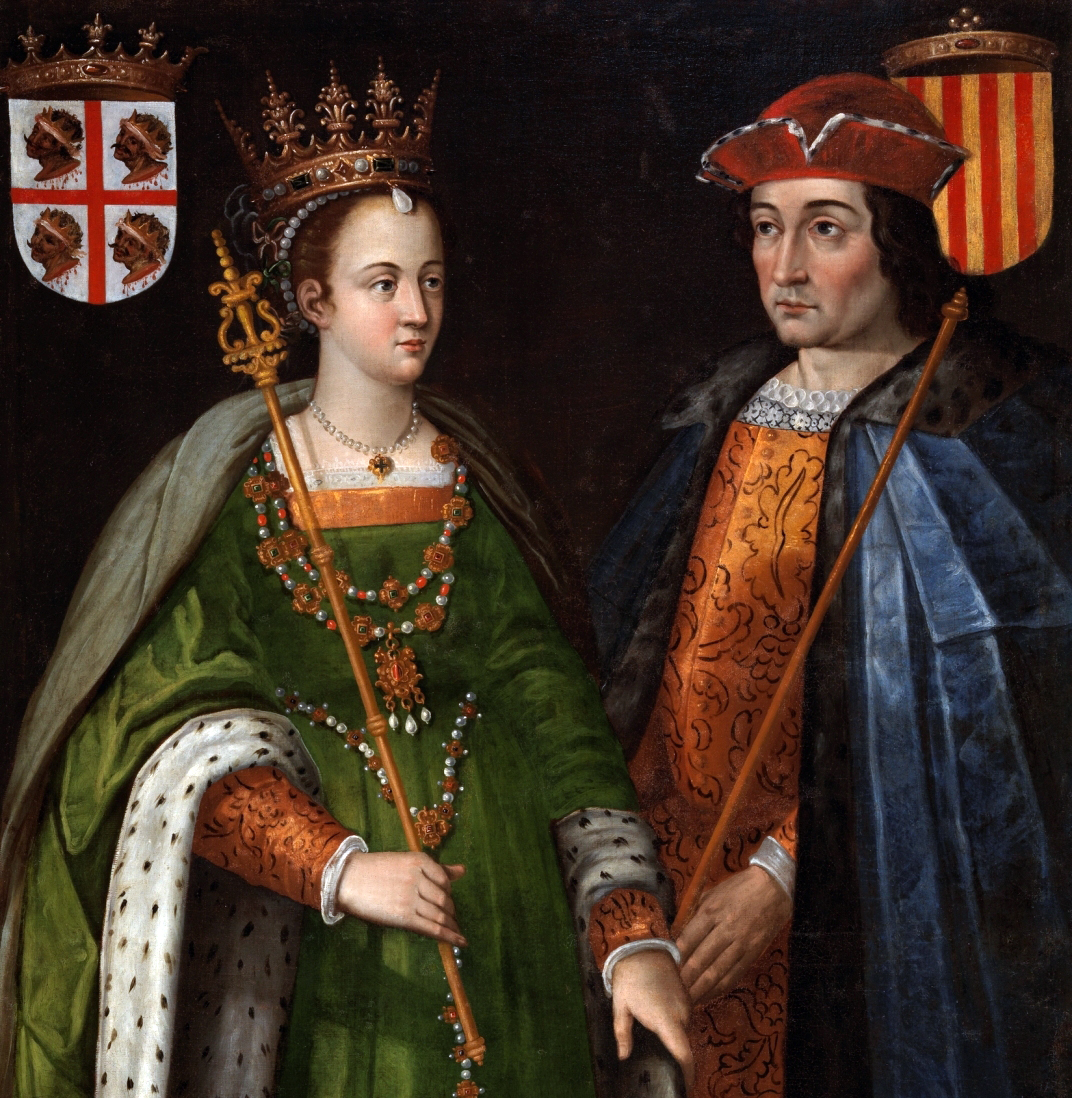
Ritratto di Petronilla e Raimondo Berengario IV, olio del 1634 (Museo del Prado).

Nel 1137, all'età di circa un anno, Petronilla divenne regina sotto la tutela del futuro marito, Raimondo Berengario IV.
Nel 1143, a Zamora, di fronte al legato di papa Innocenzo II, il re di Castiglia Alfonso VII riconobbe il contratto di matrimonio, poi celebrato nel 1150, tra il conte di Barcellona, Raimondo Berengario IV e la giovanissima regina di Aragona, Petronilla, accettando così l'unione di l'Aragona con la contea di Barcellona, cioè la Catalogna. Nel 1162, alla morte del conte Raimondo Berengario, Petronilla abdicò a favore del figlio primogenito che ereditò la contea di Barcellona e salì al trono d'Aragona con il nome di Alfonso II.

## Elenco dei Re d'Aragona
- Ramiro I (1035-1063)
- Sancio (1063-1094)
- Pietro I (1094-1104)
- Alfonso I (1104-1134)
- Ramiro II di Aragona il Monaco (1134-1137)
- Petronila di Aragona (1137-1162)
- Alfonso II d'Aragona (1164-1196)
- Pietro II di Aragona (1196-1213)
- Giacomo I d'Aragona (1213-1276)
- Pietro III di Aragona (1276-1285)
- Alfonso III di Aragona (1285-1291)
- Giacomo II di Aragona (1285-1327)
- Alfonso IV di Aragona (1327-1336)
- Pietro IV di Aragona (1336-1387)
- Giovanni I di Aragona (1387-1396)
- Martino I di Aragona (1396-1410)
- Ferdinando I di Aragona (1412-1416)
- Alfonso V d'Aragona (1416-1458)
- Giovanni II di Aragona (1458-1479)
- Ferdinando II di Aragona (1479-1516)